# 真庭市立蒜山中学校
真庭市立蒜山中学校（まにわしりつ ひるぜんちゅうがっこう）は、岡山県真庭市にある公立中学校。

## 概要
真庭市の蒜山に位置している中学校である。岡山県立勝山高等学校蒜山校と連携型中高一貫教育に取り組んでいる。

## 沿革

### 経緯
蒜山中学校は、1963年に八束村立八束中学校と川上村立川上中学校が統合により設立された。その後、1967年に冬季寄宿舎が開設された。2005年真庭市発足により真庭市立蒜山中学校と改称し、2006年に真庭市立中和中学校と統合した。

### 年表
- 1963年1月 - 八束村立八束中学校と川上村立川上中学校が統合し、蒜山教育事務組合立蒜山中学校が設立される。
- 1967年1月 - 冬季寄宿舎が開設される。
- 2005年3月31日 - 真庭市発足により真庭市立蒜山中学校と改称
- 2006年4月 - 真庭市立中和中学校と統合する。

## 教育目標
1. 豊かな心を持ち、たくましく生きる生徒を育てる
2. 基礎学力を充実させ、生涯にわたって学ぶ力を育てる

## 学校行事
2008年度の学校行事
| - 4月 始業式・入学式 - 5月 大山登山・家庭訪問・中間テスト - 6月 職場体験 | - 7月 期末テスト - 8月 全校キャンプ - 9月 運動会 | - 10月 中間テスト - 11月 文化祭 - 12月 期末テスト | - 1月 冬季寄宿舎開設・スキー教室（1年生） - 2月 職場訪問（1年生） - 3月 学年末テスト・冬季寄宿舎閉鎖・卒業式・修了式 |

## 生徒会活動
- 学級委員会
- 保健委員会
- 体育委員会
- 図書委員会
- 放送委員会[5]

## 部活動
- 運動系部活動
  - 野球部
  - ソフトテニス部
  - バレーボール部
  - バスケットボール部
  - 卓球部
  - 吹奏楽部
  - サッカー部
  - 陸上部
  - スキー部
  - 相撲部
- 文化系部活動
  - 美術部[6]

## 通学区域
- 真庭市
  - 蒜山中福田、蒜山富掛田、蒜山富山根、蒜山下福田、蒜山上長田、蒜山下長田、蒜山下見、蒜山東茅部、蒜山西茅部、蒜山本茅部、蒜山上徳山、蒜山下徳山、蒜山上福田、蒜山湯船、蒜山別所、蒜山吉田、蒜山下和、蒜山真加子、蒜山初和[7]

## 学区内の小学校
- 真庭市立中和小学校
- 真庭市立八束小学校
- 真庭市立川上小学校[7]

## 交通
- 米子自動車道蒜山ICより自動車で13分（7km）